# Chironomus articuliferus
Chironomus articuliferus är en tvåvingeart som först beskrevs av Blanchard 1852.  Chironomus articuliferus ingår i släktet Chironomus och familjen fjädermyggor. Inga underarter finns listade i Catalogue of Life.